# Список радників Президента України
Список персон, які були (чи є) радниками Президентів України.

## Статус
Статус Радників Президента України регламентується Положенням Про Радника Президента України, затвердженим Указом Глави держави №-309/2021 від 26 липня 2021 року.

## Радники Леоніда Макаровича Кравчука
| Строк повноважень | Ім'я         | Уточнення                    | Примітки |
| 1992 — 1994       | Ігор Подолєв | з кредитно-фінансових питань |          |

## Радники Віктора Андрійовича Ющенка
| Строк повноважень       | Ім'я                              | Уточнення | Примітки         |  |
| 9.02.2005 — 16.02.2006  | Гришко Володимир Данилович        | |                  |  |
| 9.02.2005 — 9.10.2006   | Пасхавер Олександр Йосипович      | поза штатом |                  |  |
| 9.02.2005 — 9.10.2006   | Нємцов Борис Юхимович             | поза штатом | громадянин Росії |  |
| 11.02.2005 — 9.10.2006  | Дорошенко Михайло Іванович        | поза штатом |                  |  |
| 3.03.2005 — 30.12.2005  | Іщенко Олександр Михайлович       | |                  |  |
| 5.03.2005 — 9.10.2006   | Вакарчук Святослав Іванович       | поза штатом |                  |  |
| 5.03.2005 — 9.10.2006   | Беспалий Борис Якович             | поза штатом |                  |  |
| 5.03.2005 — 17.02.2006  | Козаченко Леонід Петрович         | |                  |  |
| 5.03.2005 — 21.11.2005  | Горбулін Володимир Павлович       | |                  |  |
| 5.03.2005 — 9.10.2006   | Кличко Віталій Володимирович      | поза штатом |                  |  |
| 11.03.2005 — 20.12.2005 | Лановий Володимир Тимофійович     | Радник Президента України — Представник Президента України в Кабінеті Міністрів України                                                                |                  |  |
| 15.03.2005 — 9.10.2006  | Щербина Микола Григорович         | поза штатом |                  |  |
| 18.03.2005 — 21.11.2005 | Полудьонний Микола Миколайович    | |                  |  |
| 1.04.2005 — 9.10.2006   | Діяк Іван Васильович              | поза штатом |                  |  |
| 1.04.2005 — 9.10.2006   | Ульянченко Віра Іванівна          | поза штатом |                  |  |
| 1.04.2005 — 5.10.2005   | Рубан Юрій Григорович             | |                  |  |
| 3.04.2005 — 9.10.2006   | Черновецький Леонід Михайлович    | поза штатом |                  |  |
| 15.04.2005 — 9.10.2006  | Гаврилюк Іван Ярославович         | поза штатом |                  |  |
| 15.04.2005 — 9.10.2006  | Карасик Юрій Михайлович           | поза штатом |                  |  |
| 15.04.2005 — 9.10.2006  | Бутко Микола Петрович             | поза штатом |                  |  |
| 15.04.2005 — 20.10.2005 | Юссеф Харес Абдулрахманович       | поза штатом |                  |  |
| 19.04.2005 — 9.10.2006  | Куніцин Сергій Володимирович      | поза штатом |                  |  |
| 20.04.2005 — 23.12.2005 | Каськів Владислав Володимирович   | |                  |  |
| 20.04.2005 — 20.02.2006 | Вегера Світлана Анатоліївна       | |                  |  |
| 28.04.2005 — 9.10.2006  | Кантор В'ячеслав Володимирович    | поза штатом |                  |  |
| 16.05.2005 — 17.01.2006 | Гайдуцький Павло Іванович         | |                  |  |
| 16.05.2005 — 9.10.2006  | Телешун Сергій Олександрович      | поза штатом |                  |  |
| 16.05.2005 — 9.10.2006  | Ткачук Віктор Артурович           | поза штатом |                  |  |
| 27.05.2005 — 9.10.2006  | Ляпіна Ксенія Михайлівна          | поза штатом |                  |  |
| 1.06.2005 — 9.10.2006   | Шевченко Андрій Миколайович       | поза штатом |                  |  |
| 4.06.2005 — 9.10.2006   | Аржевітін Станіслав Михайлович    | поза штатом |                  |  |
| 16.06.2005 — 9.10.2006  | Григорович Лілія Степанівна       | поза штатом |                  |  |
| 26.07.2005 — 13.10.2005 | Поляченко Юрій Володимирович      | |                  |  |
| 6.10.2005 — 9.10.2006   | Рубан Юрій Григорович             | поза штатом |                  |  |
| 21.11.2005 — 9.10.2006  | Каніщенко Леонід Олексійович      | поза штатом |                  |  |
| 21.11.2005 — 2.10.2006  | Полудьонний Микола Миколайович    | Радник Президента України — Керівник Головної служби правової політики Секретаріату Президента України                                                 |                  |  |
| 21.11.2005 — 13.10.2006 | Горбулін Володимир Павлович       | Радник Президента України — виконувач обов'язків Керівника Головної служби оборонної політики Секретаріату Президента України                          |                  |  |
| 21.11.2005 — 8.12.2006  | Тимошенко Костянтин Володимирович | Радник Президента України — Керівник Головної служби зовнішньої політики Секретаріату Президента України                                               |                  |  |
| 30.11.2005 — 18.12.2006 | Коліушко Ігор Борисович           | Радник Президента України — Керівник Головної служби політики інституційного розвитку Секретаріату Президента України                                  |                  |  |
| 9.12.2005 — 9.10.2006   | Третьяков Олександр Юрійович      | поза штатом |                  |  |
| 9.12.2005 — 30.10.2006  | Ткачук Анатолій Федорович         | Радник Президента України — Керівник Головної служби регіональної та кадрової політики Секретаріату Президента України                                 |                  |  |
| 14.12.2005 — 9.10.2006  | Гайдамака Анатолій Васильович     | поза штатом |                  |  |
| 19.12.2005 — 9.10.2006  | Лановий Володимир Тимофійович     | поза штатом |                  |  |
| 20.12.2005 — 13.12.2006 | Лубківський Маркіян Романович     | Радник Президента України — Керівник Головної служби гуманітарної політики Секретаріату Президента України                                             |                  |  |
| 27.12.2005 — 9.10.2006  | Каськів Владислав Володимирович   | поза штатом |                  |  |
| 30.12.2005 — 26.01.2006 | Руденко Валентина Степанівна      | |                  |  |
| 13.01.2006 — 9.10.2006  | Куйбіда Василь Степанович         | поза штатом |                  |  |
| 26.01.2006 — 6.12.2006  | Руденко Валентина Степанівна      | Радник Президента України — Керівник Головної комунікаційної служби Секретаріату Президента України                                                    |                  |  |
| 3.02.2006 — 9.10.2006   | Пробий–Голова Валерій Борисович   | поза штатом |                  |  |
| 16.02.2006 — 9.10.2006  | Гришко Володимир Данилович        | поза штатом |                  |  |
| 17.02.2006 — 9.10.2006  | Козаченко Леонід Петрович         | поза штатом |                  |  |
| 20.02.2006 — 9.10.2006  | Вегера Світлана Анатоліївна       | поза штатом |                  |  |
| 25.05.2006 — 9.10.2006  | Штюдеманн Дітмар                  | поза штатом | громадянин ФРН   |  |
| 26.05.2006 — 16.10.2006 | Куцик Іван Маркович               | Радник Президента України — Керівник Головної служби з питань діяльності військових формувань і правоохоронних органів Секретаріату Президента України |                  |  |
| 19.06.2006 — 9.10.2006  | Сирота Михайло Дмитрович          | поза штатом |                  |  |
| 31.07.2006 — 9.10.2006  | Івченко Олексій Григорович        | поза штатом |                  |  |
| 20.09.2006 — 26.09.2006 | Рибачук Олег Борисович            | поза штатом |                  |  |
| 21.09.2006 — 6.08.2007  | Стецьків Тарас Степанович         | |                  |  |
| 25.09.2006 — 6.08.2007  | Поліщук Микола Єфремович          | |                  |  |
| 25.09.2006 — 7.11.2008  | Ігнатенко Павло Миколайович       | |                  |  |
| 26.09.2006 — 6.08.2007  | Буца Богдан Еманоїлович           | |                  |  |
| 26.09.2006 — 11.12.2007 | Рибачук Олег Борисович            | |                  |  |
| 29.09.2006 — 6.08.2007  | Шандра Володимир Миколайович      | |                  |  |
| 2.10.2006 — 20.03.2008  | Полудьонний Микола Миколайович    | |                  |  |
| 9.10.2006 — 11.04.2008  | Зінченко Олександр Олексійович    | |                  |  |
| 13.10.2006 — 7.11.2008  | Кличко Віталій Володимирович      | |                  |  |
| 13.10.2006 — 26.11.2007 | Горбулін Володимир Павлович       | |                  |  |
| 30.10.2006 — 15.02.2008 | Ткачук Анатолій Федорович         | |                  |  |
| 30.10.2006 — 7.11.2008  | Гришко Володимир Данилович        | |                  |  |
| 30.10.2006 — 26.12.2006 | Качур Павло Степанович            | |                  |  |
| 20.11.2006 — 4.07.2007  | Продан Юрій Васильович            | |                  |  |
| 4.12.2006 — 12.03.2007  | Луценко Юрій Віталійович          | |                  |  |
| 6.12.2006 — 7.11.2008   | Руденко Валентина Степанівна      | |                  |  |
| 6.12.2006 — 7.11.2008   | Лесюк Ярослав Васильович          | |                  |  |
| 8.12.2006 — 7.11.2008   | Жулинський Микола Григорович      | |                  |  |
| 8.12.2006 — 25.12.2006  | Павленко Юрій Олексійович         | |                  |  |
| 12.12.2006 — 16.02.2007 | Андрійчук Юрій Андрійович         | |                  |  |
| 28.12.2006 — 7.11.2008  | Поречкіна Лідія Степанівна        | |                  |  |
| 26.02.2007 — 19.09.2007 | Кислинський Андрій Миколайович    | |                  |  |
| 17.03.2007 — 8.11.2007  | Бутко Микола Петрович             | |                  |  |
| 20.04.2007 — 18.01.2008 | Гавриш Степан Богданович          | |                  |  |
| 9.07.2007 — 6.08.2007   | Кармазін Юрій Анатолійович        | |                  |  |
| 9.07.2007 — 6.08.2007   | Куйбіда Василь Степанович         | |                  |  |
| 7.09.2007 — 19.02.2008  | Литвак Олег Михайлович            | |                  |  |
| 20.09.2007 — 7.04.2008  | Лаврик Микола Іванович            | |                  |  |
| 9.10.2007 —             | Юссеф Харес Абдулрахманович       | |                  |  |
| 24.10.2007 — 7.11.2008  | Бойко Юрій Анатолійович           | |                  |  |
| 5.11.2007 — 19.08.2008  | Плачков Іван Васильович           | |                  |  |
| 16.11.2007 — 8.01.2008  | Богашева Наталія Владиславівна    | |                  |  |
| 11.12.2007 — 4.03.2008  | Рибачук Олег Борисович            | поза штатом |                  |  |
| 21.01.2008 — 7.11.2008  | Поліщук Микола Єфремович          | |                  |  |
| 28.01.2008 — 7.11.2008  | Лубківський Данило Романович      | |                  |  |
| 19.02.2008 — 7.11.2008  | Харів Людмила Мечиславівна        | |                  |  |
| 26.02.2008 — 7.11.2008  | Олійник Петро Михайлович          | |                  |  |
| 3.03.2008 —             | Рибак Олексій Миколайович         | поза штатом |                  |  |
| 11.04.2008 — 7.11.2008  | Бондар Володимир Налькович        | |                  |  |
| 19.05.2008 —            | Марчук Євген Кирилович            | поза штатом |                  |  |
| 26.06.2008 — 7.11.2008  | Сидоренко Микола Якович           | |                  |  |
| 1.09.2008 — 7.11.2008   | Пітцик Мирослав Васильович        | |                  |  |
| 26.09.2008 — 7.11.2008  | Сендак Михайло Дмитрович          | |                  |  |
| 3.10.2008 — 7.11.2008   | Вардинець Ігор Степанович         | |                  |  |
| 27.11.2008 —            | Сендак Михайло Дмитрович          | поза штатом |                  |  |
| 27.11.2008 —            | Бондар Володимир Налькович        | поза штатом |                  |  |
| 27.11.2008 —            | Гришко Володимир Данилович        | поза штатом |                  |  |
| 27.11.2008 —            | Олійник Петро Михайлович          | поза штатом |                  |  |
| 27.11.2008 —            | Поліщук Микола Єфремович          | поза штатом |                  |  |
| 22.12.2008 —            | Мойсик Володимир Романович        | поза штатом |                  |  |
| 15.01.2009 —            | Діяк Іван Васильович              | поза штатом |                  |  |

## Радники Петра Порошенка
| Строк повноважень | Ім'я       | Уточнення   | Примітки |
| 07.2014 — 12.2014 | Юрій Косюк | поза штатом |          |

## Радники Володимира Зеленського
| Строк повноважень | Ім'я                                 | Уточнення                                                           | Примітки |
| 21.05.2019 —      | Стефанчук Руслан Олексійович         | Радник Президента України — Представник Президента у Верховній Раді |          |
| 21.05.2019 —      | Федоров Михайло Альбертович          | поза штатом                                                         |          |
| 28.05.2019 —      | Устенко Олег Леонідович              | поза штатом                                                         |          |
| 24.06.2019 —      | Лерос Гео Багратович                 | поза штатом                                                         |          |
| 5.07.2019 —       | Загороднюк Андрій Павлович           | поза штатом                                                         |          |
| 9.07.2019 —       | Новіков Ігор Володимирович           | поза штатом                                                         |          |
| 23.07.2019 —      | Демченко Руслан Михайлович           |                                                                     |          |
| 29.07.2019 —      | Бородянський Володимир Володимирович | поза штатом                                                         |          |
| 30.07.2019 —      | Радуцький Михайло Борисович          | поза штатом                                                         |          |
| 5.11.2019 —       | Ендрю Роман Мак                      | поза штатом                                                         |          |
| 4.11.2020 —       | Трофімов Сергій Володимирович        | поза штатом                                                         |          |
|                   | Арестович Олексій Миколайович        | поза штатом                                                         |          |
| 3.3.2023 —        | Камишін Олександр Миколайович        | поза штатом                                                         | [ 3 ]    |